# Marko Mihkelson
Marko Mihkelson (ur. 30 listopada 1969 w Valdze) – estoński dziennikarz i polityk, poseł do Zgromadzenia Państwowego.

## Życiorys
Ukończył w 1993 historię na Uniwersytecie w Tartu, gdzie w 1999 uzyskał również magisterium. Pracował w dzienniku „Postimees”, m.in. jako korespondent w Moskwie (1994–1997) i następnie do 2000 redaktor naczelny. W latach 2000–2003 był dyrektorem bałtyckiego centrum studiów rosyjskich. Został powołany m.in. w skład rady Estońskiego Instytutu Polityki Zagranicznej i rady kolegium europejskiego macierzystej uczelni. Od 2001 był członkiem partii Res Publica, w 2007 uzyskał członkostwo w ugrupowaniu Isamaa ja Res Publica Liit (IRL), powstałej z połączenia jego dotychczasowej formacji i Związku Ojczyźnianego. W wyborach w 2003 po raz pierwszy uzyskał mandat posła do Zgromadzenia Państwowego X kadencji. Z ramienia IRL w 2007 i w 2011 był wybierany na deputowanego XI i XII kadencji.
W 2015 uzyskał reelekcję na kolejną kadencję. W 2017 wystąpił ze swojego ugrupowania. Dołączył następnie do Estońskiej Partii Reform, z jej ramienia w 2019 i 2023 ponownie był wybierany do Riigikogu.

## Odznaczenia
- Order Gwiazdy Białej IV klasy (2006)[1][6]
- Krzyż Komandorski Orderu Infanta Henryka (Portugalia, 2003)[1][7]
- Krzyż Wielkiego Oficera Orderu Zasługi Republiki Włoskiej (Włochy, 2004)[1][8]
- Wielki Krzyż Komandorski Orderu Wielkiego Księcia Giedymina (Litwa, 2004)[1]
- Order Narodowy Zasługi V klasy (Francja, 2005)[1][9]
- Krzyż Oficerski Orderu Zasługi Rzeczypospolitej Polskiej (Polska, 2009)[1][10]
- Komandoria I klasy Królewskiego Orderu Gwiazdy Polarnej (Szwecja, 2011)[1]
- Komandoria Orderu Trzech Gwiazd (Łotwa, 2012)[1][11]
- Narodowy Order Zasługi (Malta, 2012)[1]
- Order Narodowy Zasługi IV klasy (Francja, 2017)[9]
- Order „Za zasługi” II klasy (Ukraina, 2022)[12]
- Medal Rady Bałtyckiej (2011)[13]